# Herzeleid
Herzeleid je název debutového alba německé skupiny Rammstein, vydané v roce 1995. Název alba přeložený do češtiny znamená Bolest srdce a je odvozen od problémů se vztahy, které provázely členy skupiny během natáčení tohoto alba.

## Seznam skladeb
| Pořadí | Název                                | Délka |
| ------ | ------------------------------------ | ----- |
| 1.     | Wollt Ihr das Bett in Flammen sehen? | 5:18  |
| 2.     | Der Meister                          | 4:08  |
| 3.     | Weißes Fleisch                       | 3:36  |
| 4.     | Asche zu Asche                       | 3:51  |
| 5.     | Seemann                              | 4:48  |
| 6.     | Du riechst so gut                    | 4:49  |
| 7.     | Das alte Leid                        | 5:44  |
| 8.     | Heirate mich                         | 4:44  |
| 9.     | Herzeleid                            | 3:41  |
| 10.    | Laichzeit                            | 4:21  |
| 11.    | Rammstein                            | 4:25  |

## Historie vydání
| Země   | Datum              |
| ------ | ------------------ |
| Evropa | 29. září 1995      |
| USA    | 24. listopadu 1998 |

## Singly
1. "Du riechst so gut" (1995)
2. "Seemann" (1996)
3. "Du riechst so gut" (1998)
4. "Asche zu Asche" (2001)

## Videoklipy
- Du riechst so gut
- Seemann
- Rammstein (Soundtrack pro snímek Lost Highway).
- Du riechst so gut '98

## Sestava
Rammstein
- Till Lindemann – zpěv
- Richard Z. Kruspe – kytara, doprovodné vokály
- Paul Landers – kytara
- Oliver Riedel – baskytara
- Christoph Schneider – bicí
- Christian "Flake" Lorenz – klávesy

Produkce
- Jacob Hellner
- Carl-Michael Herlöffson